# Brunnenstube
Eine Brunnenstube, auch Quellstube oder Quellfassung, ist die Einfassung einer Quelle zur Gewinnung von Trinkwasser oder Heilwasser. Brunnenstuben als Abschlussbauwerke der Brunnen verhindern, dass Oberflächenwasser in den Brunnen fließt.
Das Bauwerk besteht dabei aus gemauerten Steinen mit Zwischenräumen, durch die das aufzufangende Wasser hindurchströmen kann. Im anschließenden Wasserbecken können sich im Wasser mitgeführte Feststoffe, durch die das Wasser verschmutzt ist, absetzen.
Ist sie aufwändiger gestaltet und durch ein Dach oder sonstige Konstruktionen geschützt, spricht man traditionell von einem Brunnenhäuschen oder Brunnenhaus. Diese Brunnenhäuser können auch mit einer Abfüllanlage verbunden sein wie im Fall des Heppinger Brunnens.
Der Begriff Brunnenstube oder Brunnenkammer wird auch bei heutigen Bohrbrunnen verwendet.

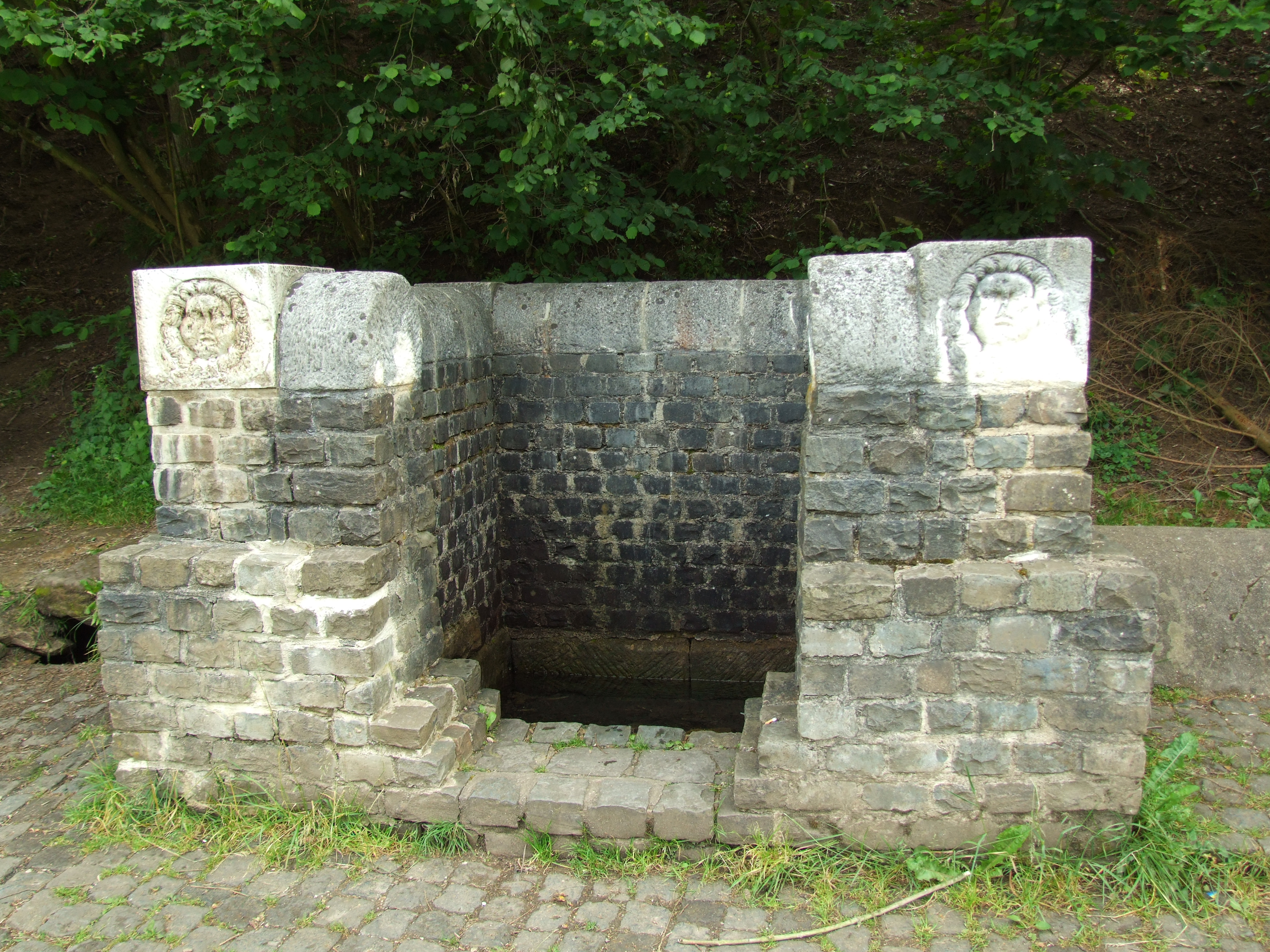
Eine Brunnenstube der römischen Eifelwasserleitung
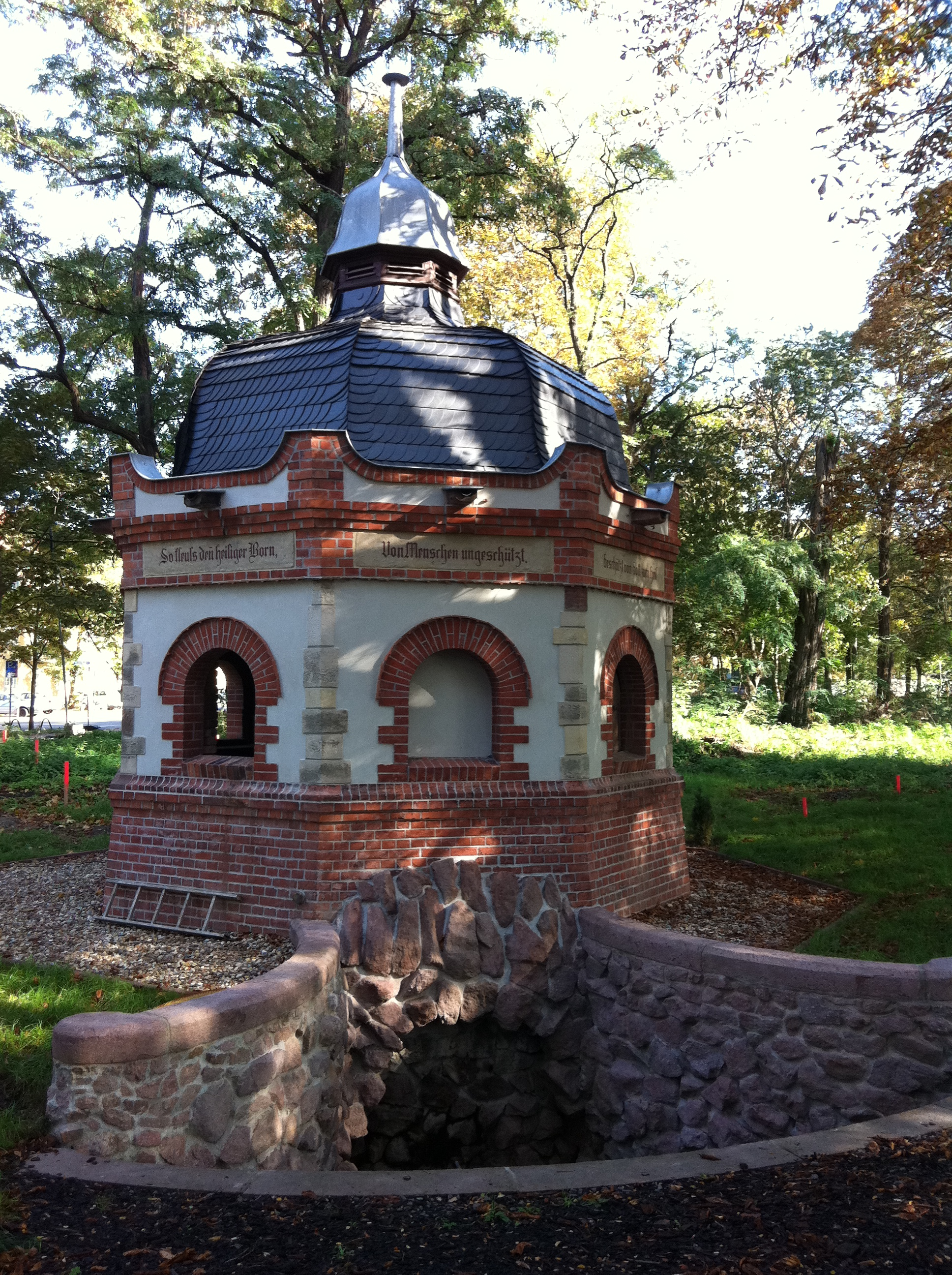
Brunnenhaus der Gesundbrunnenquelle in Halle (Saale)
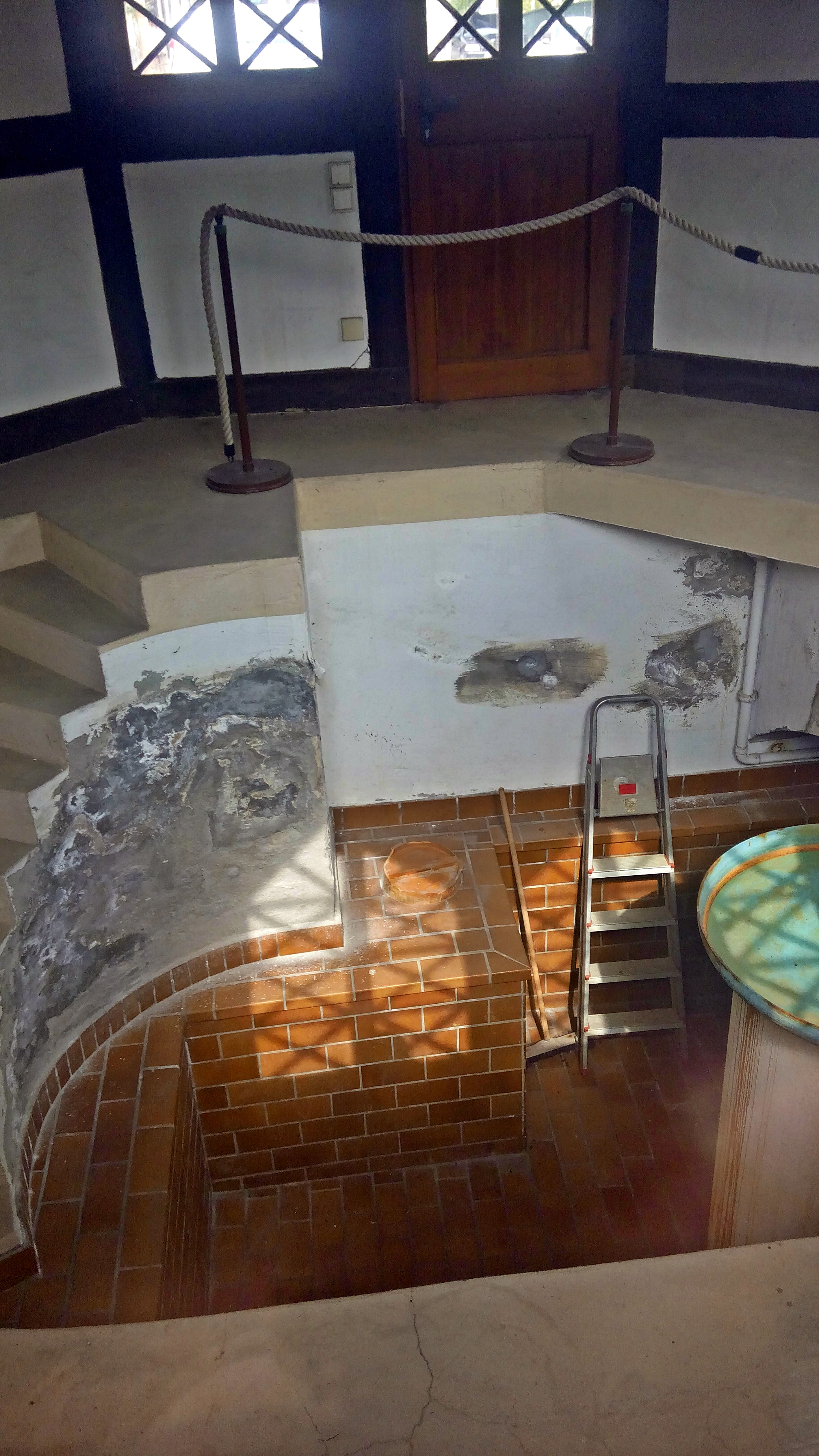
Alte Maxquelle (Bad Dürkheim), Brunnenhaus von innen
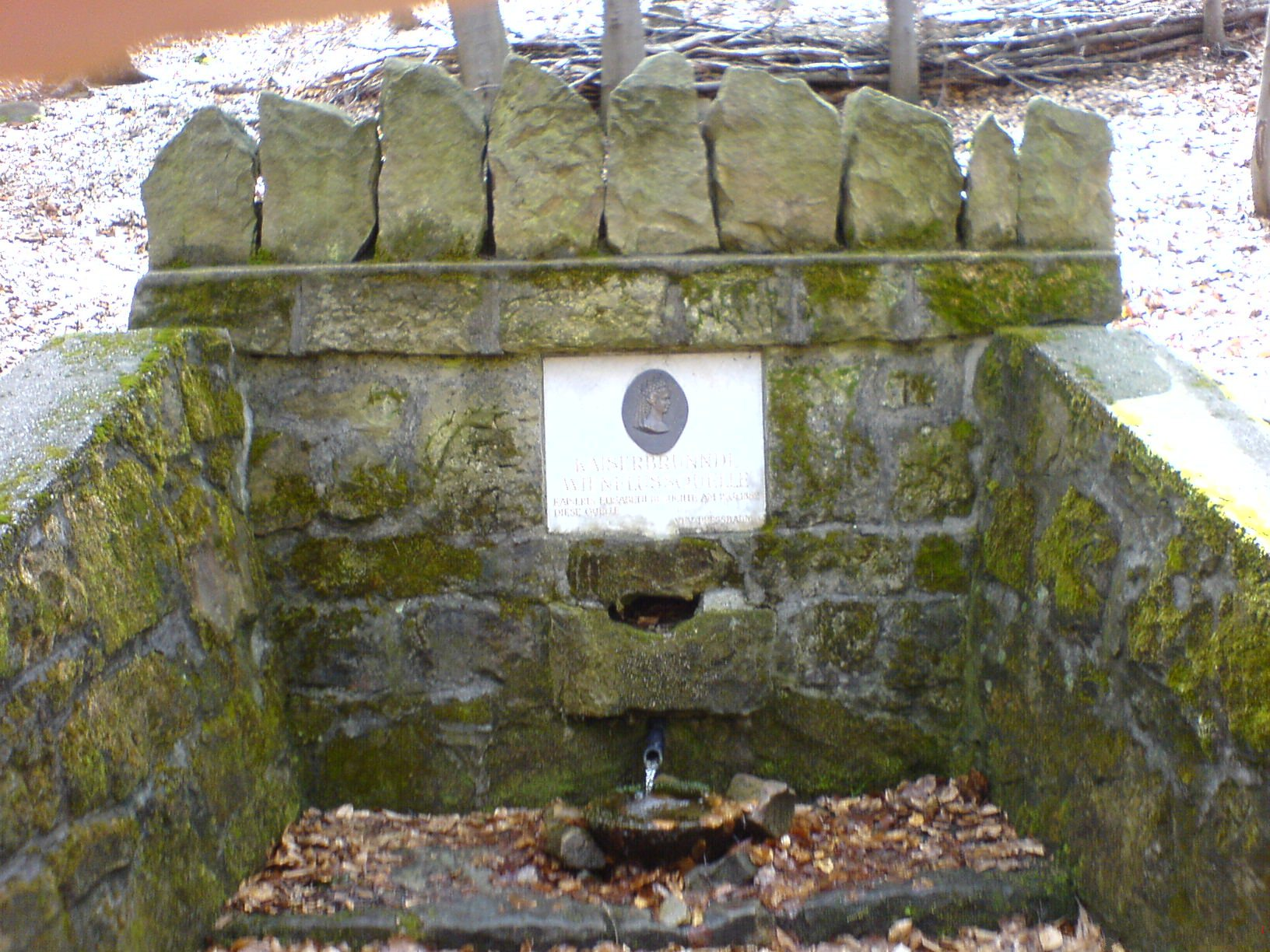
Wienflussquelle „Kaiserbrünndl“ am Pfalzberg / Pressbaum
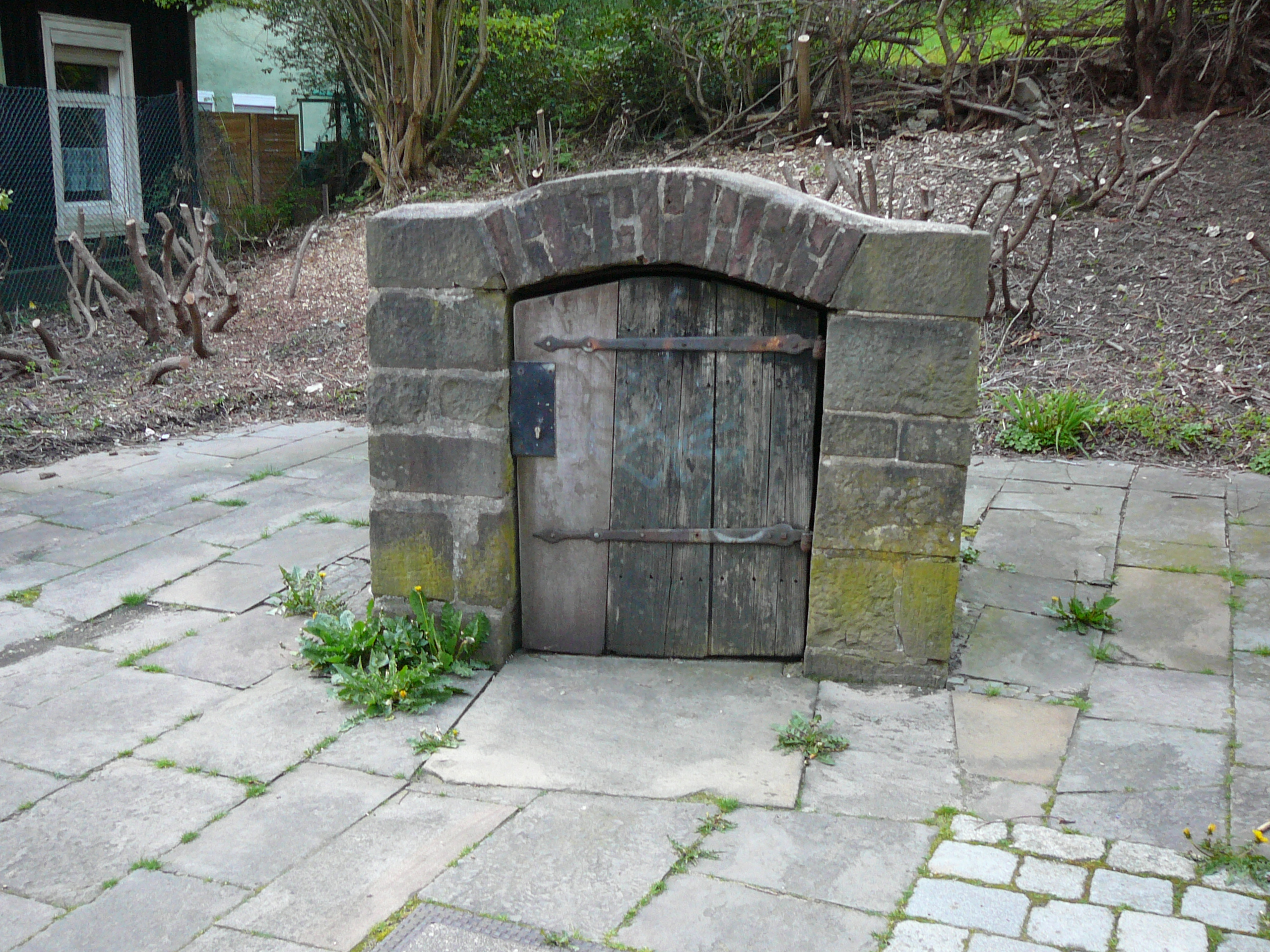
Beispiel eines Brunnenhäuschens
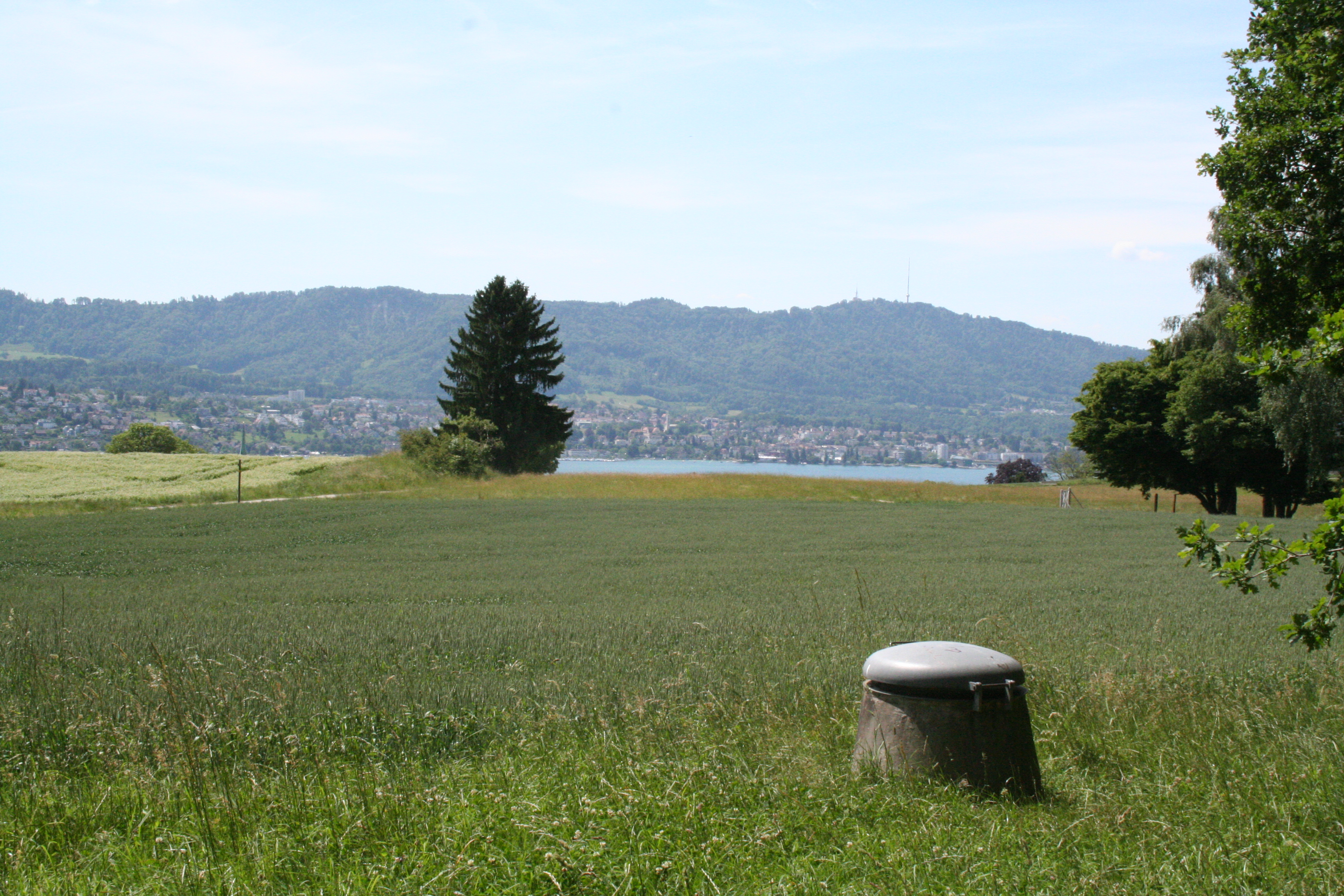
Einstiegsdeckel zu einer unterirdischen Brunnenstube
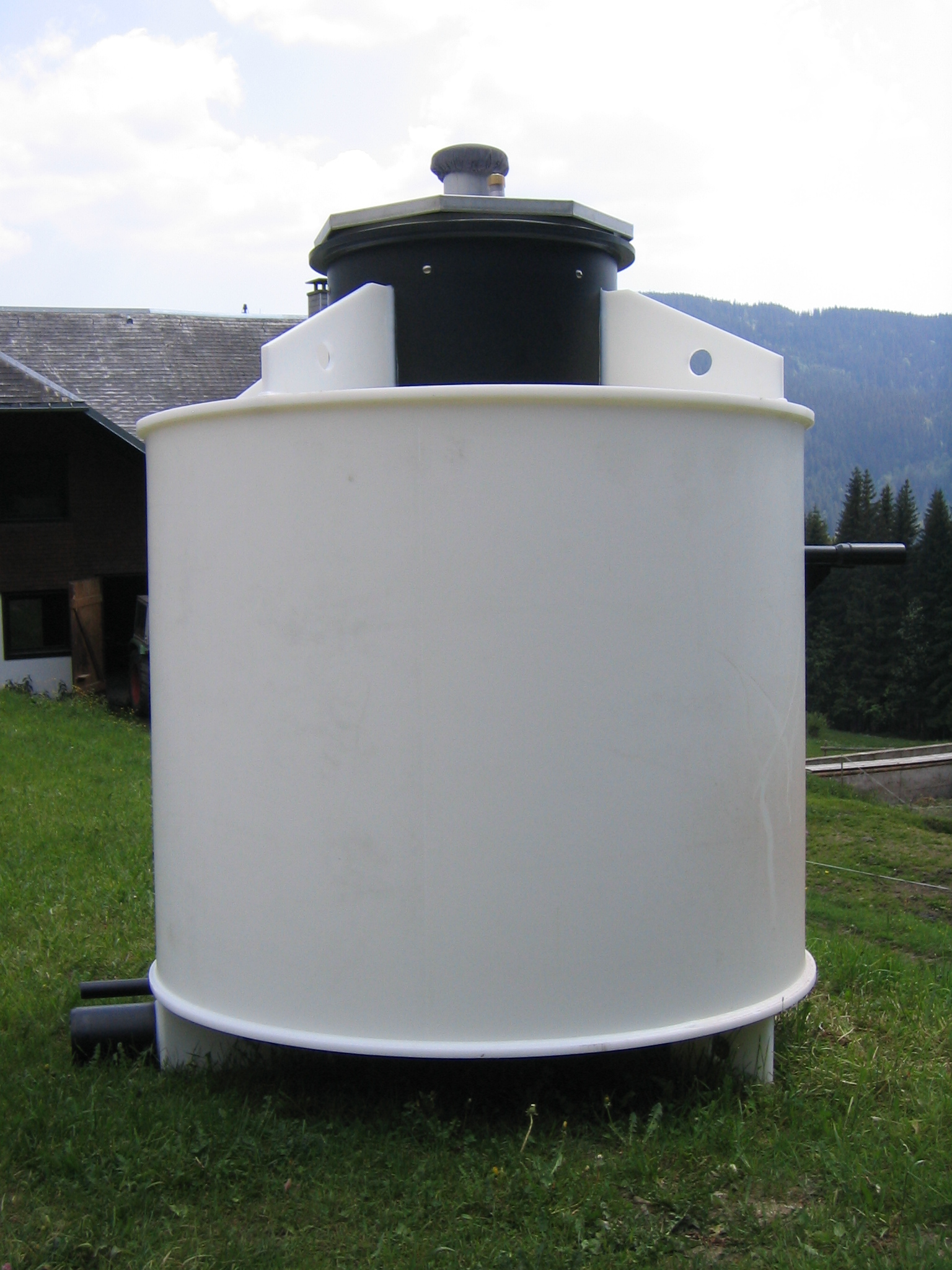
Moderne Brunnenstube aus Kunststoff